# Photonics Letters of Poland
Photonics Letters of Poland – internetowy kwartalnik naukowo-techniczny wydawany przez Polskie Stowarzyszenie Fotoniczne we współpracy z Międzynarodowym Stowarzyszeniem Optoelektroników. Czasopismo, jako organ PSP, współdziała z Komitetem Elektroniki i Telekomunikacji Polskiej Akademii Nauk, Polskim Komitetem Optoelektroniki Stowarzyszenia Elektryków Polskich, Sekcją Optyki Polskiego Towarzystwa Fizycznego, Polską Sekcją IEEE.
Tematy poruszane na łamach czasopisma:
- materiały, konstrukcje, elementy, układy
- systemy optyczne, technika laserowa, przetwarzanie obrazów
- optoelektronika, fotonika
- optoelektronika terahercowa i rentgenowska
- optyka atomowa
- mechatronika i mikroukłady elektromechaniczne
- informatyka dla fotoniki

Czasopismo jest wydawane od początku roku 2009, po przekształceniu Polskiej Sekcji SPIE w Polskie Stowarzyszenie Fotoniczne. Funkcję redaktora naczelnego pełni obecnie prof. dr hab. Mirosław Karpierz, przewodniczącego Rady Programowej prof. dr hab. Ryszard Romaniuk, a przewodniczącego Międzynarodowej Rady Programowej prof. dr hab Tomasz Woliński. Czasopismo jest notowane w globalnej bazie danych publikacji CrossRef. Publikacje posiadają index DOI. Czasopismo jest indeksowane w bazie danych Elsevier Scopus oraz stara się o wejście do bazy danych ISI (Instytutu Filadelfijskiego) i uzyskania międzynarodowych wskaźników bibliometrycznych (wskaźnik cytowań, wskaźnik Hirscha).